# Am I In Porn?
我在色情网站上吗？（英語：Am I In Porn？）是一个搜索引擎，旨在短时间内帮助人们在色情网站上搜索是否有违背他们意愿的影像。主要是为了帮助那些受报复性色情 （revenge porn）影响的人找到相关内容并删除。用户可以检查自己的影像是否出现在色情网站上。因此，用户会收到与照片匹配度最高的30个视频，并表明视频的链接以及视频中发现命中的时间节点。数据保护主义者在此批评了滥用搜索引擎的可能性。

## 创建历史
我在色情网站上吗？（Am I In Porn?） 搜索引擎项目由三位创始人：Lukas Henseleit、Jonas Schnabel 和 Yannick Schuchmann 于2018年发起。这个项目由三位创始人的朋友圈中，一个受到未经同意色情制品（Non Consensual Porn）影响的人促成，并于2020年上线。  此后能够帮助第一批性暴力受害者在网站上删除有关其影像的露骨内容。

## 搜索引擎的运作原理
用户访问网站 amiinporn.org 并上传自己的照片。图像被转换为矢量，然后在几秒钟内与包含超过 1000 万个视频的数据库进行比较。据运营商称，用户上传的图像不会被存储。因此，在矢量的基础上重建图像是不可能的，这样用户的匿名性就得到了保护。
之后，用户会被告知在色情平台上是否有来自他们的任何数字资料。如果网站展示用户不同意发布的色情内容，这就是未经同意的色情（Non-Consensual Porn）。如果通过上传的照片在色情网站上找到相符的影像，该搜索引擎会提供心理和法律帮助。 此外用户还将被告知该引擎如何从pornhub平台删除影像内容。

## 政治
我在色情网站上吗？（Am I In Porn?）组织是change.org网站上#NotYourPorn 请愿书的共同发起人，该请愿书呼吁对色情平台进行更严格的监管，并改进刑法，使数字性虐待的受害者能够对犯罪者采取行动。 

## 争论
Netzpolitik.org 和政治家 Anke Domscheit-Berg 表达了对数据保护的担忧。用户可以在搜索引擎中上传第三方照片，从而收到大量有关该人物的信息，信息可能会因此被滥用。据称，该公司正在非常认真地对待此争论，并且正在开展防滥用验证工作。《通用数据保护条例》明确禁止处理生物特征数据以唯一地识别一个人。肖像权禁止在未经他人同意的情况下传播他人照片。巴登-符腾堡州的国家数据保护官斯特凡·布林克（Stefan Brink）表示，他认为搜索引擎是非法的。互联网上的色情门户网站明确强调了从在工作场所或邻里间熟悉女性那里找到色情材料的可能性。 